# Cholmogorje (Poretschje)
Cholmogorje (russisch Холмогорье, deutsch Kipitten) ist ein Ort in der russischen Oblast Kaliningrad (Gebiet Königsberg (Preußen)). Er liegt im Rajon Prawdinsk (Kreis Friedland (Ostpr.)) und gehört zur Prawdinskoje gorodskoje posselenije (Stadtgemeinde Prawdinsk (Friedland (Ostpr.))).

## Geographische Lage
Cholmogorje am Ostufer der Alle (russisch: Lawa) liegt acht Kilometer nordöstlich der einstigen Kreisstadt und heutigen Rajonshauptstadt Prawdinsk (Friedland (Ostpr.)), sowie 32 Kilometer nördlich der zwischenzeitlichen Kreisstadt Bartenstein (heute polnisch: Bartoszyce). Der Ort ist über eine Stichstraße zu erreichen, die bei Kisseljowka (Karschau) von der russischen Fernstraße R 512 in östlicher Richtung abzweigt.
Eine Bahnanbindung besteht nicht.

## Geschichte
Das Gründungsjahr von Kebot ist das Jahr 1354. 
1785 wurde es Kiepitten genannt. Am 11. Juni 1874 bildeten u. a. die Landgemeinde Kipitten als auch der gleichnamige Gutsbezirk der Amtsbezirk Karschau (russisch: Kisseljowka), der bis 1927 zum Kreis Friedland und danach bis 1945 zum Landkreis Bartenstein im Regierungsbezirk Königsberg der preußischen Provinz Ostpreußen gehörte.
Im Jahre 1910 lebten in Kipitten 50 Einwohner, von denen 13 auf die Gemeinde und 37 auf den Gutsbezirk entfielen.. Am 30. September 1928 schlossen sich die Landgemeinde Kipitten und der Gutsbezirk Kipitten mit den Gutsbezirken Plackheim (russisch: Rostkowo) und Wommen (Dalneje) zur neuen Landgemeinde Kipitten zusammen, in der 1933 insgesamt 229 und 1939 noch 218 Einwohner registriert waren.
Infolge des Zweiten Weltkrieges kam das nördliche Ostpreußen und mit ihm auch Kipitten 1945 zur Sowjetunion. 1950 erhielt der Ort den russischen Namen „Cholmogorje“, der im Rajon Prawdinsk noch einmal innerhalb der Gorodskoje posselenije Schelesnodoroschnoje (Stadtgemeinde Schelesnodoroschny (Gerdauen)) vorkommt.
Bis zum Jahr 2009 war Cholmogorje in der seit 1991/92 russischen Oblast Kaliningrad in den Poretschinski sowjet (Dorfsowjet Poretschje (Allenau)) eingegliedert, kam dann aber – aufgrund einer Struktur- und Verwaltungsreform – als „Siedlung“ (russisch: possjolok) eingestufte Ortschaft zur Prawdinskoje gorodskoje posselenije (Stadtgemeinde Prawdinsk (Friedland (Ostpr.))).

## Kirche
Die mehrheitlich evangelische Bevölkerung von Kipitten war bis 1612 und zwischen 1808 und 1908 in das Kirchspiel Klein Schönau (russisch: Oktjabrskoje) eingepfarrt. Im Übrigen gehörte es zur Kirche Groß Engelau im Kirchenkreis Wehlau in der Kirchenprovinz Ostpreußen der Kirche der Altpreußischen Union.
Heute liegt Cholmogorje im Einzugsbereich der in den 1990er Jahren entstandenen evangelischen Gemeinde in Prawdinsk (Friedland), die zur Auferstehungskirchengemeinde in Kaliningrad (Königsberg) gehört und in die Propstei Kaliningrad innerhalb der Evangelisch-Lutherischen Kirche Europäisches Russland eingegliedert ist.